# Bundesliga Femenina 2018-19
La Bundesliga Femenina 2018-19 fue la 29.ª edición de la máxima categoría de la liga de fútbol femenino de Alemania. Comenzó el 15 de septiembre de 2018 y terminó el 12 de mayo de 2019. El VfL Wolfsburgo ganó la edición, sumando así su tercer título de liga en consecutivo, además junto al FC Bayern Múnich que quedó en segundo lugar, aseguró su lugar en la Liga de Campeones Femenina de la UEFA.

## Equipos

### Intercambio de plazas
| De la 2. Bundesliga Femenina 2017-18      | Descendidos de la Bundesliga Femenina 2017-18 |
| ----------------------------------------- | --------------------------------------------- |
| Bayer Leverkusen Borussia Mönchengladbach | F. C. Colonia FF USV Jena                     |

### Equipos participantes
| Equipo                   | Ciudad          | Posición temporada anterior             |
| ------------------------ | --------------- | --------------------------------------- |
| VfL Wolfsburg            | Wolfsburg       | 1° Lugar                                |
| FC Bayern Múnich         | Munich          | 2° Lugar                                |
| SC Friburgo              | Freiburg        | 3° Lugar                                |
| Turbine Potsdam          | Potsdam         | 4° Lugar                                |
| SGS Essen                | Essen           | 5° Lugar                                |
| 1. FFC Frankfurt         | Frankfurt       | 6° Lugar                                |
| SC Sand                  | Willstätt       | 7° Lugar                                |
| 1899 Hoffenheim          | Hoffenheim      | 8° Lugar                                |
| MSV Duisburg             | Duisburg        | 9° Lugar                                |
| Werder Bremen            | Bremen          | 10° Lugar                               |
| Borussia Mönchengladbach | Mönchengladbach | 1° Lugar (2. Bundesliga Femenina Norte) |
| Bayer Leverkusen         | Leverkusen      | 3° Lugar (2. Bundesliga Femenina Sur)   |

## Clasificación
| Pos. | Equipo                   | Pts. | PJ | G  | E | P  | GF | GC  | Dif. | Clasificación o descenso           |
| ---- | ------------------------ | ---- | -- | -- | - | -- | -- | --- | ---- | ---------------------------------- |
| 1    | VfL Wolfsburg (C)        | 59   | 22 | 19 | 2 | 1  | 94 | 11  | +83  | Calificó a Liga de Campeones       |
| 2    | FC Bayern Múnich         | 55   | 22 | 17 | 4 | 1  | 75 | 18  | +57  | Calificó a Liga de Campeones       |
| 3    | Turbine Potsdam          | 42   | 22 | 12 | 6 | 4  | 59 | 25  | +34  |                                    |
| 4    | SGS Essen                | 41   | 22 | 11 | 8 | 3  | 50 | 28  | +22  |                                    |
| 5    | 1. FFC Frankfurt         | 34   | 22 | 10 | 4 | 8  | 48 | 38  | +10  |                                    |
| 6    | 1899 Hoffenheim          | 33   | 22 | 9  | 6 | 7  | 48 | 29  | +19  |                                    |
| 7    | SC Friburgo              | 26   | 22 | 7  | 5 | 10 | 41 | 33  | +8   |                                    |
| 8    | SC Sand                  | 25   | 22 | 6  | 7 | 9  | 29 | 40  | −11  |                                    |
| 9    | MSV Duisburg             | 19   | 22 | 5  | 4 | 13 | 21 | 62  | −41  |                                    |
| 10   | Bayer Leverkusen         | 18   | 22 | 5  | 3 | 14 | 22 | 75  | −53  |                                    |
| 11   | Werder Bremen            | 16   | 22 | 4  | 4 | 14 | 23 | 48  | −25  | Desciende a 2. Bundesliga Femenina |
| 12   | Borussia Mönchengladbach | 1    | 22 | 0  | 1 | 21 | 7  | 110 | −103 | Desciende a 2. Bundesliga Femenina |

 Fuente: DFB
Criterios de clasificación: 1) Puntos; 2) Diferencia de goles; 3) Goles a favor; 4) Puntos entre equipos; 5) Diferencia de goles entre equipos; 6) DIferencia de goles entre los enfrentamientos de ambos equipos; 7) Goles de visita entre equipos; 8) Goles de visita; 9) Play-off.

## Resultados
| Local \ Visitante        | BRE | DUI | ESS | FRA | FRE | HOF | LEV | MÖN | MUN  | POT | SAN | WOL |
| ------------------------ | --- | --- | --- | --- | --- | --- | --- | --- | ---- | --- | --- | --- |
| Werder Bremen            | —   | 5–0 | 1–1 | 2–1 | 0–3 | 1–1 | 0–1 | 5–0 | 0–1  | 0–4 | 1–3 | 0–3 |
| MSV Duisburg             | 3–0 | —   | 0–4 | 0–2 | 1–6 | 2–2 | 1–0 | 3–1 | 0–4  | 1–8 | 2–2 | 1–2 |
| SGS Essen                | 2–2 | 6–0 | —   | 4–3 | 2–2 | 2–2 | 5–0 | 3–0 | 0–2  | 3–2 | 1–0 | 0–5 |
| 1. FFC Frankfurt         | 2–1 | 0–0 | 1–1 | —   | 0–0 | 1–4 | 4–2 | 8–0 | 0–3  | 3–3 | 1–0 | 2–6 |
| SC Friburgo              | 1–1 | 0–2 | 1–2 | 3–4 | —   | 3–2 | 6–0 | 4–0 | 1–2  | 1–2 | 2–2 | 2–3 |
| 1899 Hoffenheim          | 4–0 | 3–3 | 1–2 | 0–1 | 2–1 | —   | 6–2 | 4–1 | 0–1  | 1–0 | 4–0 | 0–1 |
| Bayer Leverkusen         | 1–0 | 4–1 | 2–1 | 0–3 | 0–3 | 0–3 | —   | 3–0 | 1–10 | 1–1 | 1–1 | 0–5 |
| Borussia Mönchengladbach | 0–3 | 0–1 | 0–6 | 0–9 | 0–2 | 0–4 | 4–4 | —   | 0–5  | 0–7 | 1–4 | 0–7 |
| Bayern Munich            | 4–1 | 4–0 | 2–2 | 3–1 | 3–0 | 2–1 | 8–0 | 9–0 | —    | 5–0 | 1–1 | 4–2 |
| Turbine Potsdam          | 5–0 | 3–0 | 2–2 | 3–1 | 2–0 | 1–1 | 3–0 | 6–0 | 1–1  | —   | 2–0 | 1–1 |
| SC Sand                  | 2–0 | 1–0 | 0–1 | 0–1 | 0–0 | 2–2 | 3–0 | 5–0 | 1–1  | 2–3 | —   | 0–9 |
| VfL Wolfsburg            | 6–0 | 5–0 | 0–0 | 3–0 | 3–0 | 3–1 | 7–0 | 8–0 | 6–0  | 2–0 | 7–0 | —   |

## Goleadoras

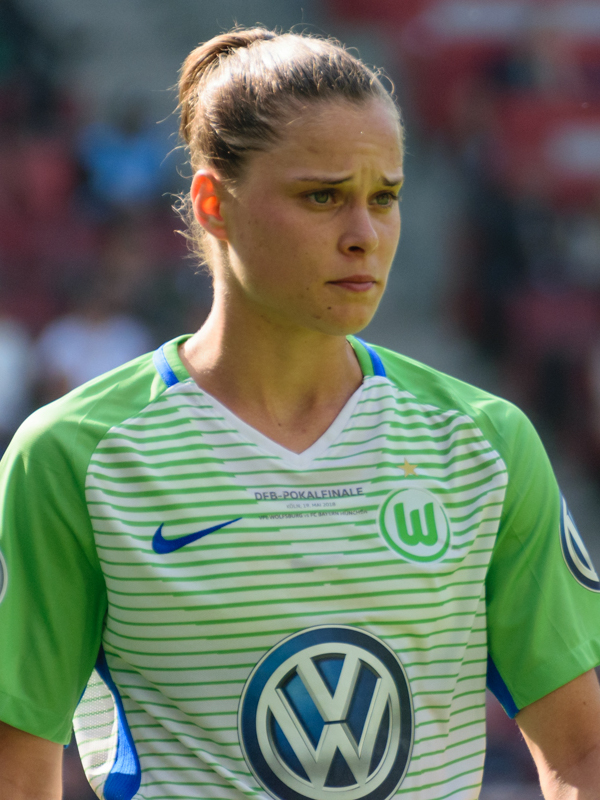
Ewa Pajor, goleadora de la temporada.

| Posición | Jugadora          | Club             | Goles |
| -------- | ----------------- | ---------------- | ----- |
| 1        | Ewa Pajor         | VfL Wolfsburg    | 24    |
| 2        | Pernille Harder   | VfL Wolfsburg    | 18    |
| 3        | Lea Schüller      | SGS Essen        | 14    |
| 4        | Sara Däbritz      | Bayern Munich    | 13    |
| 4        | Alexandra Popp    | VfL Wolfsburg    | 13    |
| 6        | Mandy Islacker    | Bayern Munich    | 12    |
| 7        | Laura Feiersinger | 1. FFC Frankfurt | 10    |
| 7        | Laura Freigang    | 1. FFC Frankfurt | 10    |
| 9        | Nicole Billa      | 1899 Hoffenheim  | 9     |
| 9        | Lena Oberdorf     | SGS Essen        | 9     |
| 9        | Lara Prašnikar    | Turbine Potsdam  | 9     |
| 9        | Maximiliane Rall  | 1899 Hoffenheim  | 9     |
| 9        | Fridolina Rolfö   | Bayern Munich    | 9     |

## Equipo Campeón
| VfL Wolfsburgo | |
|                | Porteras: Almuth Schult, Jana Burmeister, Mary Earps Defensas: Nilla Fischer, Katharina Baunach, Babett Peter, Meret Wittje, Noëlle Maritz, Sara Doorsoun, Joelle Wedemeyer Centrocampistas: Anna-Lena Stolze, Zsanett Jakabfi, Cláudia Neto, Sara Björk Gunnarsdóttir, Kristine Minde, Anna Blässe, Pia-Sophie Wolter, Lara Dickenmann, Caroline Hansen, Isabel Kerschowski, Lena Goeßling, Ella Masar Delanteras: Alexandra Popp, Ewa Pajor, Pernille Harder Entrenador: Stephan Lerch |